# Darius Carbin
Darius Carbin (4 de marzo de 1998) es un deportista de Estados Unidos que compite en atletismo. Ganó una medalla de plata en el Campeonato Mundial de Atletismo Sub-20 de 2016, en la prueba de salto de altura.